# Coeliadinae
Coeliadinae là một phân họ bướm nâu, gồm khoảng 150 loài đã được miêu tả, đây là một trong những phân họ bướm nâu nhỏ nhất. Nó được William Frederick Evans đề xuất năm 1937.

## Hình ảnh

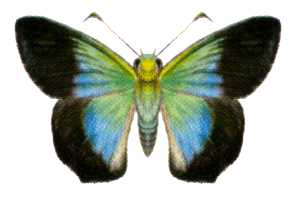
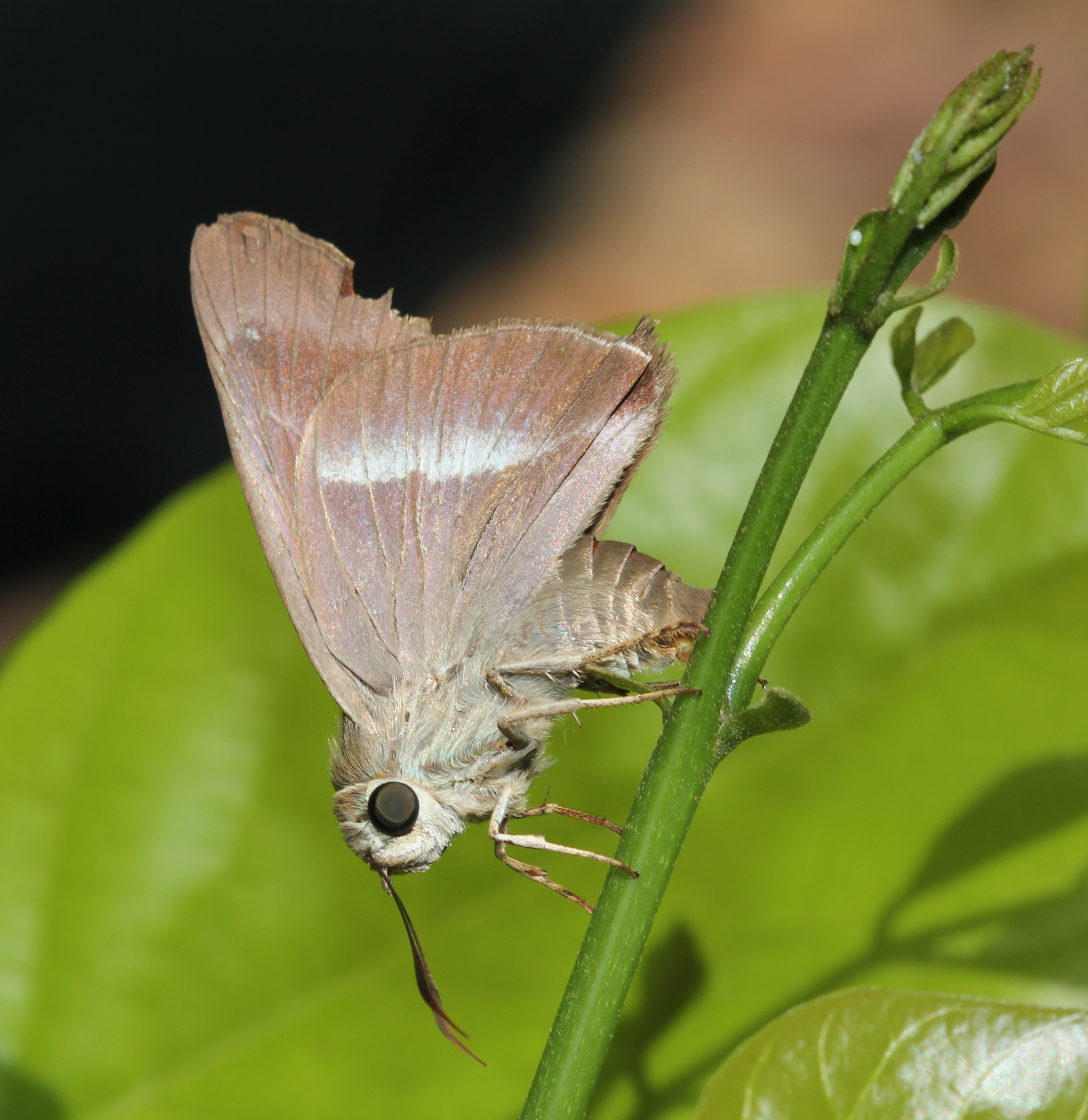
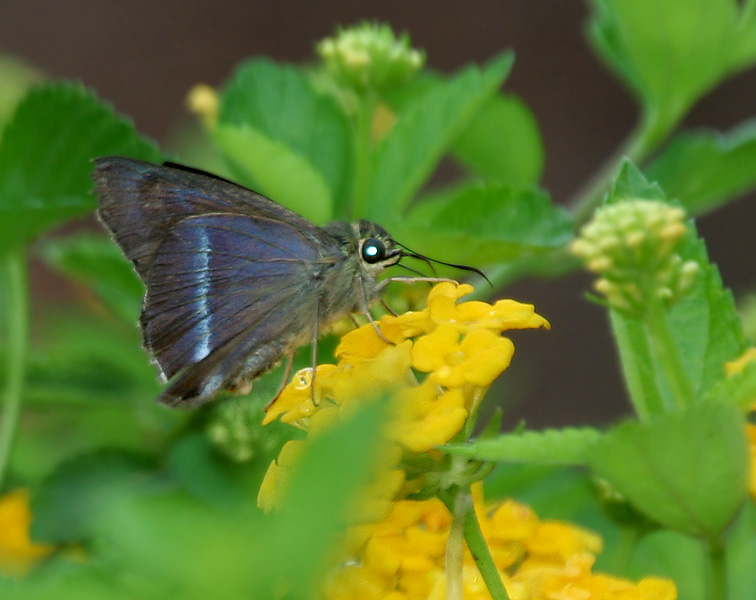
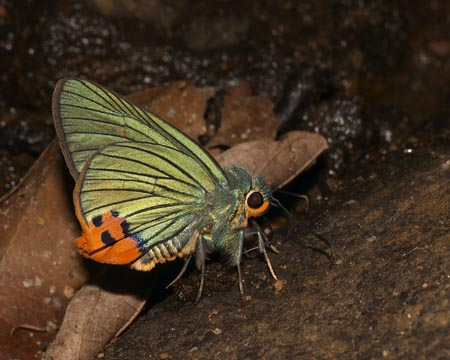
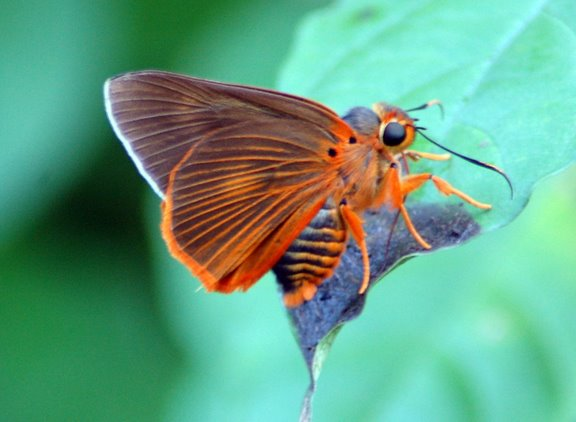

## Các chi
Các chi trong họ này gồm:
- Allora
- Pyrrhiades
- Pyrrhochalcia – African Giant Skipper
- Badamia
- Bibasis – awlets (bao gồm Burara)
- Hasora – awls
- Choaspes
- Coeliades – policemen